# Агеев, Александр Борисович
Александр Борисович Агеев (род. 22 мая 1996, Белгород) — российский футболист, полузащитник.

## Биография
Выпускник академии ФК «Краснодар». 29 ноября 2012 года дебютировал в первенстве молодёжных команд клубов премьер-лиги, где за три сезона провёл 48 игр, забил 5 мячей. В 2014—2015 годах сыграл 19 игр, забил два гола за «Краснодар-2» в первенстве ПФЛ. Провёл два матча в Лиге Европы: 7 августа 2014 года дебютировал в главной команде — вышел на замену на 77-й минуте в домашнем матче 3 квалификационного раунда против «Диошдьёра» (1:0), 11 декабря в гостевом матче 6 тура группового турнира против «Эвертона» вышел на 90-й минуте. 25 сентября 2014 года в гостевом матче 1/16 Кубка России с «Соколом» на 70-й минуте вышел на замену и через 6 минут установил окончательный счёт 0:5.
Перед сезоном 2015/16 перешёл на правах аренды в белгородский клуб ПФЛ «Энергомаш». По окончании сезона было решено продлить аренду ещё на сезон 2016/17. Всего за клуб сыграл 40 матчей и забил 2 мяча.
1 июля 2018 года подписал двухлетний контракт на правах свободного агента с белгородским клубом ПФЛ «Салют»
В январе 2020 года был взят в аренду курским «Авангардом» из ФНЛ. После досрочного завершения сезона из-за пандемии коронавирусной инфекции клуб отказался от выступления лиге, и Агеев покинул «Авангард».
В начале июня стало известно, что игрок продолжит карьеру в ивановском «Текстильщике». На футболиста также претендовали ряд клубов, включая брянское «Динамо». 10 июня Агеев официально стал первым летним новичком команды. Дебютировал 16 августа в гостевом матче 4 тура первенства ФНЛ против «Оренбурга» (1:1). В нём он вышел на замену в середине второго тайма и на поле отметился предупреждением.

## Статистика
| Выступление             | Выступление      | Выступление      | Чемпионат | Чемпионат | Кубки | Кубки | Еврокубки | Еврокубки | Итого | Итого |
| Клуб                    | Лига             | Сезон            | Игры      | Голы      | Игры  | Голы  | Игры      | Голы      | Игры  | Голы  |
| ----------------------- | ---------------- | ---------------- | --------- | --------- | ----- | ----- | --------- | --------- | ----- | ----- |
| Краснодар               | Премьер-лига     | 2014/15          | 0         | 0         | 1     | 1     | 2         | 0         | 3     | 1     |
| Краснодар               | Итого            | Итого            | 0         | 0         | 1     | 1     | 2         | 0         | 3     | 1     |
| → Краснодар-2           | ПФЛ              | 2013/14          | 10        | 2         | 0     | 0     | 0         | 0         | 10    | 2     |
| → Краснодар-2           | ПФЛ              | 2014/15          | 12        | 0         | 0     | 0     | 0         | 0         | 12    | 0     |
| → Краснодар-2           | ПФЛ              | 2017/18          | 5         | 1         | 0     | 0     | 0         | 0         | 5     | 1     |
| → Краснодар-2           | Итого            | Итого            | 27        | 3         | 0     | 0     | 0         | 0         | 27    | 3     |
| → Энергомаш (Белгород)  | ПФЛ              | 2015/16          | 25        | 1         | 1     | 0     | 0         | 0         | 26    | 1     |
| → Энергомаш (Белгород)  | ПФЛ              | 2016/17          | 15        | 1         | 4     | 2     | 0         | 0         | 19    | 3     |
| → Энергомаш (Белгород)  | Итого            | Итого            | 40        | 2         | 5     | 2     | 0         | 0         | 45    | 4     |
| Салют (Белгород)        | ПФЛ              | 2018/19          | 26        | 1         | 1     | 0     | 0         | 0         | 27    | 1     |
| Салют (Белгород)        | ПФЛ              | 2019/20          | 17        | 4         | 3     | 2     | 0         | 0         | 20    | 6     |
| Салют (Белгород)        | Итого            | Итого            | 43        | 5         | 4     | 2     | 0         | 0         | 47    | 7     |
| → Авангард (Курск)      | ФНЛ              | 2019/20          | 2         | 1         | 0     | 0     | 0         | 0         | 2     | 1     |
| → Авангард (Курск)      | Итого            | Итого            | 2         | 1         | 0     | 0     | 0         | 0         | 2     | 1     |
| → Текстильщик (Иваново) | ФНЛ              | 2020/21          | 14        | 1         | 2     | 0     | 0         | 0         | 16    | 1     |
| → Текстильщик (Иваново) | Итого            | Итого            | 14        | 1         | 2     | 0     | 0         | 0         | 16    | 1     |
| Всего за карьеру        | Всего за карьеру | Всего за карьеру | 126       | 12        | 12    | 5     | 2         | 0         | 140   | 17    |

### Участие в турнирах
| № | Турнир       | Матчи | Голы | Ассисты | Предупреждён | Yellow card · Yellow-red card | Red card |
| - | ------------ | ----- | ---- | ------- | ------------ | ----------------------------- | -------- |
| 1 | Кубок России | 12    | 5    | 3       | 2            | —                             | —        |
| 2 | Лига Европы  | 2     | —    | —       | —            | —                             | —        |

Итого: сыграно матчей: 14. Забито мячей: 5. «Ассисты»: 3.